# Station Nexon
Station Nexon is een spoorwegstation in de Franse gemeente Nexon.